# Matías Duarte
Matías Gonzalo Duarte Sunkel (Talca, 30 de enero de 1973) es un diseñador de interfaces informáticas de usuario nacido en Chile y nacionalizado estadounidense. Es el actual vicepresidente de diseño en Google. La versión del sistema operativo Android 3.0 ("Honeycomb") fue la primera en incorporar un elemento mayor con su influencia en el diseño.
Previamente a trabajar en el desarrollo de Android para Google, Duarte cumplió similar rol en el desarrollo del WebOS para Palm, del Helio Ocean, y el Danger Hiptop (T-Mobile Sidekick).

## Patentes
Entre las patentes de Duarte figuran 28 estadounidenses otorgadas y 30 en trámite.